# Phlebia acerina
Phlebia acerina är en svampart som beskrevs av Peck 1889. Phlebia acerina ingår i släktet Phlebia och familjen Meruliaceae.   Inga underarter finns listade i Catalogue of Life.